# Wolfgang Bösl
Wolfgang Bösl, né le 19 août 1989 à Berchtesgaden, est un spécialiste du combiné nordique allemand.

## Biographie
Wolfgang Bösl remporte avec ses coéquipiers la course de relais aux Championnats du monde junior 2008 à Zakopane. Il fait ses débuts en Coupe du monde en janvier 2010 à Schonach (16e place) et obtient son meilleur résultat jusque-là en février 2013 à Almaty (neuvième). Il termine deuxième de l'édition 2013-2014 de la Coupe continentale.

## Résultats

### Coupe du monde
| Année     | Classement général final |
| 2009-2010 | 52e                      |
| 2010-2011 | 50e                      |
| 2012-2013 | 33e                      |
| 2013-2014 | 74e                      |

### Coupe du monde B
- Meilleur classement général : 2e en 2014.
- 3 victoires.

### Championnats du monde junior
- Zakopane 2008 : Médaille d'or dans l'épreuve par équipes
- Štrbské Pleso 2009 : Médaille de bronze dans l'épreuves par équipes